# Prix d'Essai - Étrier 3 Ans Finale
Groupe I
Le Prix d'Essai, officiellement Prix d'Essai - Étrier 3 ans finale, est une course hippique de trot monté se déroulant au mois de juin. Elle se court sur l'hippodrome de Vincennes.
C'est une course de Groupe I réservée aux chevaux de 3 ans (hongres exclus), ayant gagné au moins 8 500 €.
Elle se court sur la distance de 2 700 mètres (grande piste), départ volté, pour une allocation qui s'élève à 200 000 €, dont 90 000 € pour le vainqueur.
Cette course est l'une des plus anciennes classiques, peut-être la plus ancienne. Elle fut créée en 1865 à Caen par l'ancienne Société du demi-sang. Jusqu'en 1932, la course était réservée aux mâles, son équivalent pour les femelles étant le Prix Bayadère, alors disputé une semaine plus tôt. La course est mixte depuis 1933 et le Prix Bayadère — course créée en 1879 — est alors supprimé du programme.
En 2023, la course intègre la compétition Étrier 3/4/5 et son nom passe de Prix d'Essai à Prix d'Essai - Étrier 3 ans finale. Les trois premiers des trois courses qualificatives du circuit obtiennent leur billet pour la Finale. Les Étrier 3/4/5 ans se définissent comme les Championnats de France de la discipline du trot monté.

## Palmarès depuis 1956
| Année | Vainqueur          | Père               | Jockey                   | Entraîneur              | Deuxième           | Troisième          | Distance | Réd.km |
| ----- | ------------------ | ------------------ | ------------------------ | ----------------------- | ------------------ | ------------------ | -------- | ------ |
| 2025  | Météore de Simm    | Boccador de Simm   | Mathieu Mottier          | Mathieu Mottier         | Melody de Vivoin   | Mademoiselle Jane  | 2 700 m  | 1'13"4 |
| 2024  | Lexie de Banville  | Real de Lou        | Adrien Lamy              | Thomas Levesque         | Lutin des Bordes   | Little Orélie      | 2 700 m  | 1'13"2 |
| 2023  | Kyt Kat            | Booster Winner     | Mathieu Mottier          | Thomas Levesque         | Krafen             | Kélanie Lorraine   | 2 700 m  | 1'13"4 |
| 2022  | Jelyson            | Timoko             | Yoann Lebourgeois        | Alexandre Pillon        | Joyner Sport       | Jorgos de Guez     | 2 700 m  | 1'14"8 |
| 2021  | Ibra du Loisir     | Booster Winner     | Alexandre Abrivard       | Laurent-Claude Abrivard | Ici C'est Paris    | Indigo du Poret    | 2 175 m  | 1'11"8 |
| 2020  | Hudson Védaquais   | Thorens Védaquais  | Yoann Lebourgeois        | Philippe Allaire        | Héra Landia        | Hispanien          | 2 175 m  | 1'12"6 |
| 2019  | Gala Téjy          | Atlas de Joudes    | Paul-Philippe Ploquin    | Christophe Chalon       | Gangster du Wallon | Gepsonnie          | 2 175 m  | 1'13"  |
| 2018  | Fado du Chêne      | Singalo            | Paul-Philippe Ploquin    | Julien Le Mer           | Feeling Cash       | Flore de Janeiro   | 2 175 m  | 1'13"  |
| 2017  | Eye of The Storm   | Village Mystic     | Yoann Lebourgeois        | Philippe Allaire        | Épatante           | Eiffel Tower       | 2 175 m  | 1'13"  |
| 2016  | Dragon du Fresne   | Saphir Castelets   | Alexandre Abrivard       | Laurent-Claude Abrivard | Drôle de Gosse     | Dhikti Védaquais   | 2 175 m  | 1'13"5 |
| 2015  | Carlos des Caux    | Mien               | Matthieu Abrivard        | Jacques Bruneau         | Che Jenilou        | Cincinnati Bond    | 2 175 m  | 1'13"9 |
| 2014  | Booster Winner     | Love You           | Éric Raffin              | Sébastien Guarato       | Bird Parker        | Bingo Star         | 2 175 m  | 1'13"3 |
| 2013  | Arca des Jacquets  | Prodigious         | Éric Raffin              | Philippe Moulin         | Alexia du Cherisay | Aston Fly          | 2 175 m  | 1'13"5 |
| 2012  | Vanishing Point    | Ludo de Castelle   | Damien Bonne             | Sébastien Guarato       | Valseur de Kacy    | Via Josselyn       | 2 175 m  | 1'13"2 |
| 2011  | Uppercut du Rib    | Quadrophénio       | David Thomain            | Joël Hallais            | Un Trésor          | Ulex Gédé          | 2 175 m  | 1'14"1 |
| 2010  | Talina Madrik      | Korean             | Franck Nivard            | Sébastien Guarato       | Torpilleur         | Ti Punch River     | 2 175 m  | 1'13"3 |
| 2009  | Scipion du Goutier | Goetmals Wood      | Franck Nivard            | Franck Leblanc          | Shucca             | Sancho du Glay     | 2 175 m  | 1'13"2 |
| 2008  | Rockeuse du Rib    | Elvis de Rossignol | Jean-Loïc-Claude Dersoir | Joël Hallais            | Ramina des Brouets | Rêve des Vallées   | 2 175 m  | 1'13"9 |
| 2007  | Quincy Boy         | Kitko              | Yoann Lebourgeois        | Michel-J.Ruault         | Quokine Berry      | Quinella Aimef     | 2 175 m  | 1'14"1 |
| 2006  | Philotenor         | Ténor de Baune     | Franck Nivard            | Jean-Baptiste Bossuet   | Pacha du Cap Vert  | Pretty des Vallées | 2 175 m  | 1'14"4 |
| 2005  | Oblat Pierji       | Dahir de Prélong   | Jean-Loïc-Claude Dersoir | Gilles Delacour         | Orsy Dream         | Orlando des Baux   | 2 175 m  | 1'16"  |
| 2004  | Nobilis Jiel       | Gai Brillant       | Philippe Masschaele      | Jean-Luc Dersoir        | Noora de l'Iton    | Nelson de Vandel   | 2 175 m  | 1'15"5 |
| 2003  | My Lady Way        | Blue Dream         | Éric Raffin              | Jean Raffin             | Mon Jeu Diam       | Mood West          | 2 175 m  | 1'16"5 |
| 2002  | Leda d'Occagnes    | Cygnus d'Odyssée   | Philippe Masschaele      | Pierre-Désiré Allaire   | Lucky Times        | La Faisanderie     | 2 175 m  | 1'16"5 |
| 2001  | Kedelis            | Atout du Closet    | Philippe Masschaele      | G.-R. De Wulf           | Kanadia            | Kyrielle Club      | 2 175 m  | 1'16"6 |
| 2000  | Jarifante Speed    | And Arifant        | Yves Dreux               | Pascal-André Geslin     | Jag de Bellouet    | Jorade             | 2 175 m  | 1'15"9 |
| 1999  | Ivoire de Grammont | Ukir de Jemma      | Jean-Paul Piton          | Philippe Allaire        | Iossef             | Inimaginable       | 2 175 m  | 1'17"4 |
| 1998  | Holly du Locton    | Viking's Way       | Jean-Paul Piton          | Philippe Allaire        | Habitat            | Hulk des Champs    | 2 175 m  | 1'16"5 |
| 1997  | Gai Brillant       | Podosis            | Jean-Philippe Mary       | Philippe Allaire        | Gentry d'Ombrée    | Gracioso           | 2 175 m  | 1'17"7 |
| 1996  | Fly Mourotaise     | And Arifant        | Philippe Békaert         | Jean-Pierre Dubois      | Figaro Ci          | Fakir Dangueville  | 2 175 m  | 1'17"6 |
| 1995  | Express Cat        | Prince Atout       | François Roussel         | Alain Roussel           | Étoile du Surf     | Être de la Besvre  | 2 175 m  | 1'19"2 |
| 1994  | Duc de Janvier     | Quinze Janvier     | Yves Dreux               | Ali Hawas               | Déluge du Vernay   | Dancourt           | 2 175 m  | 1'21"5 |
| 1993  | Carlito d'Arc      | Ruanito d'Arc      | Jean-Philippe Mary       | Philippe Rouer          | Célia Chouan       | Capucine d'Ombrée  | 2 375 m  | 1'23"1 |
| 1992  | Boadicée de Béval  | Minou du Donjon    | Yves Dreux               | Ali Hawas               | Butin du Vivier    | Beau Gazon         | 2 300 m  | 1'20"7 |
| 1991  | Alligator          | Le Ham             | Michel Lenoir            | G. Lemière              | Atout de Marjon    | Amour de l'Aria    | 2 300 m  | 1'19"  |
| 1990  | Virstly Gédé       | Firstly            | Jean-Claude Hallais      | Ulf Nordin              | Villebon           | Veikko             | 2 300 m  | 1'19"1 |
| 1989  | Unora du Pas       | Jaguar du Corta    | Michel Lenoir            | Philippe Verva          | Ursulo de Crouay   | Ulblak             | 2 300 m  | 1'21"4 |
| 1988  | Touta              | Képi Vert          | Yves Dreux               | Ali Hawas               | Thar Mabrouck      | Traveller          | 2 300 m  | 1'21"  |
| 1987  | Speed Clayettois   | Joachim            | Yves Dreux               | Ali Hawas               | Savilor            | Saf Saf            | 2 300 m  | 1'20"7 |
| 1986  | Rop                | Hajacques de Chenu | Philippe Gillot          | J. Vandromme            | Ramage             | Rantzau            | 2 300 m  | 1'21"6 |
| 1985  | Quinze Janvier     | Vallauris du Pont  | Yves Dreux               | Ali Hawas               | Quel Soro          | Quouky des Brières | 2 300 m  | 1'22"5 |
| 1984  | Pamela Orange      | Humérus Orange     | Alain Sionneau           | Gaston Peltier          | Perrin Dandin      | Podosis            | 2 250 m  | 1'22"4 |
| 1983  | Orfeu Negro        | Valmont            | Bernard Oger             | Léopold Verroken        | Odin de la Vente   | Ogino              | 2 250 m  | 1'21"6 |
| 1982  | Nestoriac          | Derjacques         | Yves Dreux               | Ali Hawas               | Nozablinski        | Nagir de Huchome   | 2 250 m  | 1'21"4 |
| 1981  | Mabrouka           | Balfour            | Yves Dreux               | Ali Hawas               | Mon Franco Belge   | Moulinoise         | 2 250 m  | 1'21"  |
| 1980  | Laudanum           | Cotentin           | Pascal Békaert           | Joël Hallais            | Lacan              | La Biche d'Amor    | 2 250 m  | 1'20"7 |
| 1979  | Kiki de Feugères   | Nivôse             | Gérard Raulline          | Bernard Raulline        | King Black         | Keyrac             | 2 250 m  | 1'22"2 |
| 1978  | Jeune Orange       | Chambon P          | Alain Sionneau           | Gaston Peltier          | Juriste            | Jais Noir          | 2 250 m  | 1'22"9 |
| 1977  | Ignace de Corny    | Uccello B          | André Bourcier           |                         | Ice Pudding        | Ira de Retz        | 2 250 m  | 1'23"2 |
| 1976  | Homérien           | Seddouk            | Gérard Mascle            |                         |                    |                    | 2 250 m  | 1'24"  |
| 1975  | Givre d'Argent     | Kubler L           | Yves Martin              |                         | Grand Duc du Pré   | Galet Bleu         | 2 250 m  | 1'23"2 |
| 1974  | Fondon             | Quasipyl           | Gérard Mascle            |                         | Floral             | Frontignan         | 2 250 m  | 1'24"  |
| 1973  | Effiat             | Feu Follet X       | Jean Mary                |                         | Étoile d'Odyssée   | Espoir du Penil    | 2 250 m  | 1'22"8 |
| 1972  | Diable de Gournay  | Jussieu            | André Bourcier           |                         | Dandy Luiz         |                    | 2 250 m  | 1'23"2 |
| 1971  | Camille II         | Orphée             | Jean Mary                |                         | Chantore           | Carnaval           | 2 250 m  | 1'24"  |
| 1970  | Bamba              | Grenadier IV       | André Bourcier           |                         | Beau Luron         | Boncy des Jay      | 2 350 m  | 1'23"7 |
| 1969  | Alain D            | Larré F            | Louis Sauvé              |                         | Arilavo Mabon      | Arbella            | 2 250 m  | 1'23"8 |
| 1968  | Volnay II          | Faon Kairos        | Michel-Marcel Gougeon    |                         | Vaissa             | Vraielifiée L      | 2 250 m  | 1'23"6 |
| 1967  | Upsal du Pont      | Nicias Grandchamp  | Michel-Marcel Gougeon    |                         | Ukinadou           | Unen Braz          | 2 250 m  | 1'24"8 |
| 1966  | Tuky Pompon        | Lucky Williams     | J. Theisen               |                         | Tajetes M          | Tamela             | 2 250 m  | 1'24"2 |
| 1965  | Sac au Dos         |                    | François Brohier         |                         | Sergy              | Samson             | 2 250 m  | 1'24"9 |
| 1964  | Ricardo LT         | Écusson            | Louis Hanse              |                         | Raphaël III        | Riomino            | 2 250 m  | 1'24"2 |
| 1963  | Quito              | Carioca II         | Bernard Simonard         |                         | Quel Job           | Quinoa             | 2 250 m  | 1'25"4 |
| 1962  | Philosophe D       |                    | G. Laisis                |                         | Paléo              | Pimpante           | 2 250 m  | 1'23"4 |
| 1961  | Orcella            | Hector VI          | Pierre Giffard           |                         | Olten L            | Ozo                | 2 250 m  | 1'23"2 |
| 1960  | Nemrose            |                    | Marcel Perlbarg          |                         | Nicias Grandchamp  | Nestoc             | 2 250 m  | 1'25"  |
| 1959  | Minyas             | Varus              | Patrick Céran-Maillard   |                         | Marsyas            | Mestioca P         | 2 250 m  | 1'24"4 |
| 1958  | Lucky Williams     | Ogaden             | Jean Mary                |                         | La Charmeuse       | Le Vendéen         | 2 250 m  | 1'25"5 |
| 1957  | Korrigane          | Valmiki            | Pierre Giffard           |                         | Kubler L           | Kimono Royal       | 2 250 m  | 1'24"7 |
| 1956  | Jolie Folle        | Ogaden             | Bernard Simonard         |                         | Jaky III           | Jeton              | 2 250 m  | 1'26"4 |

## Sources
- Pour les conditions de course et les dernières années du palmarès : site de la SETF
- Pour les courses plus anciennes : archives des quotidiens  (Ouest-France, Sud-Ouest…)